# Таги Сидги
Таги Сидги (азерб. Tağı Sidqi, псевдоним Мухаммеда Таги Кербалаи Сафар оглу Сафарова) — азербайджанский писатель, поэт, педагог и публицист.

## Биография
Мухаммед Таги Кербалаи Сафар оглу Сафаров родился 22 марта 1854 года в Нахичевани в городе Ордубад. Получил образование в медресе, изучал классическую восточную поэзию и философию.
Открытые Мухаммедом Таги Сидги в 1892 году школы «Ахтар» («Улдуз») в Ордубаде и школы «Тарбия» («Воспитание») в 1894 году в городе Нахичевань сыграли важную роль в расширении школ и развитии просветительского движения. В этих школах преподавались предметы, проводились художественно-просветительские мероприятия, которые оказали постепенное влияние на просвещение общества и формирование нового поколения. Особую роль в этом сыграли подготовленные Сидги учебники («Ахтарские примеры», «Подарки девочкам», «Краткое географическое письмо» и др.), которые имели важное научно-педагогическое значение. Выпускниками знаменитой школы «Тарбия» стали видные азербайджанские мыслители, писатели, поэты Гусейн Джавид, Азиз Шариф, Аликули Гамгюсар, Рза Тахмасиб, Али Сабри и другие.
Таги Сидги является одним из создателей азербайджанской просветительско-реалистической литературы. Написанные им произведения: крупное поэтическое стихотворение «Культурные двустишия»; художественно-философское сочинение «Взгляд на образ человека»; повести «Кабла Наср», «Два метода воспитания», «Вежливый ребенок», «Ребенок идущий в школу», «Ребенок, продолжающий школу», «Украшение матерей»; просветительские наставления; более 300 стихотворений имели особое значение в возрождении просветительской литературы.
Таги Сидги, являясь одним из создателей Нахичеванского театра, сделал многое для его развития. В доме Рагим-хана Нахичеванского вместе с членами «Театрального Общества» он поставил комедии М.Ф. Ахундова «Молла Ибрагимхалил-алхимик», «Похождения скряги», «Везирь Ленкоранского ханства» и «Мусье Жордан, учёный ботаник и дервиш Масталишах, знаменитый колдун», режиссёром которой стал сам Таги Сидги.